# Духови (филм)
Духови (енгл. Ghosts) је драмски филм из 2006. који је режирао Ник Брумфилд.

## Радња
Ај Ћин је илегална кинеска имигранткиња у Уједињеном Краљевству. Она потиче из Фужоуа у Кини, где једини посао јесте неплаћен пољопривредно рад, а и ово је у недостатку. Ај Ћин има сина али њен муж никада није био виђен у филму (касније је било откривено да је он оставио њу за другу жену). Породица има извесну свест о опасностима одласка у страној земљи и може да остане у контакту преко мобилних телефона, али немају контролу када се Ај Ћин стави у руке банди „змијоглавих“ која, за депозит од 5.000 долара (и обавезу отплате кредита од још 20.000 долара), прокријумчариће је у Европу.
Филм је прати од Кине до Уједињеног Краљевства где се запошљава у фабрици за паковање меса. У филму се тврди да прехрамбена индустрија Уједињеног Краљевства у великој мери зависи од недовољно плаћене и експлоатисане мигрантске радне снаге. „Масажа“ (сексуални рад) се нуди као боље плаћена алтернатива, али она то није хтела. Она је зависна од „мајстора банди“, који је, међутим, само један корак напред и треба да подмити богатије извођаче да би она и други добили чак и лоше плаћен посао. Његов положај и положај групе се погоршавају.
Филм почиње и завршава се сценама које рекреирају катастрофу у заливу Моркамб из 2004. године, у којој су 23 илегална радника изгубила животе док су брали кокоши.

## Улога
| Име           | Име у филму   |
| ------------- | ------------- |
| Ај Ћин Лим    | Ај Ћин        |
| Жан Ју        | Господин Лин  |
| Же Веј        | Шао Ли        |
| Ман Ћи Веј    | Чао           |
| Јонг Ајнг Жај | Јонг Ајнг Жај |
| Деви Жу       | Деви Жу       |
| Шаун Галагер  | Роберт        |